# Шутько, Алла Константиновна
Алла Константи́новна Шутько (род. 8 июля 1950, Киев) — украинская бандуристка. Заслуженная артистка Украинской ССР (1979), Народная артистка Украины (1995).

## Биография
В 1968 году окончила Киевское училище им. Р. М. Глиэра (училась в классе А. Омельченко). В 1974 году окончила Киевскую консерваторию.
С 1973 года была в трио бандуристок (совместно с Антониной Шамченко и Светланой Петровой) работала на Гостелерадио УССР.
Исполнила песню в фильме «Артист из Кохановки».

## Фильмы
Снималась в фильмах:
- Вавилон XX;
- Дума о Ковпаке.

## Избранные исполнения
- Что было, то было;
- Каштаны Киева.